# Jacopo Guarnieri
Jacopo Guarnieri (Vizzolo Predabissi, província de Milão, 14 de agosto de 1987) é um ciclista italiano, atualmente corre para a equipa Groupama-FDJ.

## História
Converteu-se em profissional no final de 2008 correndo na equipa Liquigas e desde 2012 compete pelo Astana. Em 2015 alinhou pelo conjunto Team Katusha.

## Biografia
Dotado de um forte potencial, Jacopo Guarnieri possui um belo palmarés em categoria júniores. Como amador, antes de seu passo a profissionais, já destacou em corridas profissionais conseguindo vitórias no Circuito de Porto-Troféu Averdi, uma etapa do Tour de Olympia e o Troféu Alcide Degasperi em 2007; e o ZLM Tour e uma etapa do Giro das Regiões em 2008.

## Palmarés

### Estrada
- 2007
  - Troféu Alcide Degasperi

- 2008
  - La Popolarissima

- 2009
  - 1 etapa do Volta à Polónia

- 2010
  - 1 etapa do Volta à Polónia
  - 1 etapa do Circuito Franco-Belga

- 2011
  - 1 etapa dos Três Dias de Bruges–De Panne

### Pista
- 2008
  - Campeonato da Itália de perseguição por equipas (com Alex Buttazzoni, Davide Cimolai, Gianni Da Ros e Elia Viviani)  
  - Campeonato da Itália em madison (com Alex Buttazzoni)

- 2009
  - Campeonato da Itália de perseguição por equipas (com Daniel Oss, Davide Cimolai e Elia Viviani)

## Resultados em Grandes Voltas e Campeonatos do Mundo
| Corrida            | Corrida            | 2008 | 2009 | 2010  | 2011 | 2012 | 2013 | 2014  | 2015  | 2016  | 2017  | 2018  | 2019  | 2020  | 2021  |
| ------------------ | ------------------ | ---- | ---- | ----- | ---- | ---- | ---- | ----- | ----- | ----- | ----- | ----- | ----- | ----- | ----- |
|                    | Giro d'Italia      | —    | —    | —     | —    | —    | —    | —     | —     | —     | —     | —     | 132.º | 128.º | —     |
|                    | Tour de France     | —    | —    | —     | —    | —    | —    | —     | 149.º | 165.º | F. c. | 144.º | —     | —     | F. c. |
|                    | Volta a Espanha    | —    | —    | 149.º | —    | —    | —    | 150.º | —     | —     | —     | —     | —     | —     | Ab.   |
| Mundial em Estrada | Mundial em Estrada | —    | —    | —     | —    | —    | —    | —     | —     | 11.º  | —     | —     | —     | —     | —     |

—: não participa

F. c.: desclassificado por "fora de controle"

Ab.: abandono

## Equipas
- Liquigas (2008-2011)
  - Liquigas (2008-2009)
  - Liquigas-Doimo (2010)
  - Liquigas-Cannondale (2011)
- Astana Pro Team (2012-2014)
- Team Katusha (2015-2016)
- FDJ (2017-)
  - FDJ (2017-2018)
  - Groupama-FDJ (2018-)